# Methylococcaceae
Methylococcaceae — родина облігатно-метанотрофних грам-негативних кокоподібних бактерій. Як джерело вуглецю вони використовують метан.
Деякі види Methylococcaceae утворили ендосимбіотичні відносини з мідіями.

## Роди
Родина містить наступні роди:
- Methylobacter Bowman et al. 1993
- Methylocaldum Bodrossy et al. 1998
- Methylococcus Foster & Davis 1966
- Methylohalobius Heyer et al. 2005
- Methylomicrobium Bowman et al. 1995
- Methylomonas (ex Leadbetter 1974) Whittenbury & Krieg 1984
- Methylosarcina Wise et al. 2001
- Methylosoma Rahalkar et al. 2007
- Methylosphaera Bowman et al. 1998
- Methylothermus Tsubota et al. 2005